# دیمین ساندو
آرون استیون حداد (زادهٔ ۳ آگوست ۱۹۸۲) که بیشتر با نام دیمین ساندو (به انگلیسی: [] Error: {{Lang}}: فاقد متن (راهنما)، Damien Sandow) شناخته می‌شود، یک کشتی گیر حرفه‌ای امریکایی است که در حال حاضر در دبلیو دبلیو ای حضور دارد. او پیش از این با نام آیدل استیونز در دبلیو دبلیو ای فعالیت داشت و سابقه حضور در اوهایو ولی رسلینگ (OVW) و ورلد رسلینگ کنسیل (WWC) پرتوریکو را داشته است. ساندو در سال ۲۰۱۳ برنده مانی این د بانک شد اما فرصت قهرمانی سنگین وزن جهان را از دست داد.